# Polygenis lopesi
Polygenis lopesi är en loppart som beskrevs av Guimaraes et Linardi 1993. Polygenis lopesi ingår i släktet Polygenis och familjen Rhopalopsyllidae. Inga underarter finns listade i Catalogue of Life.